# Skarnes Station
Skarnes Station (Skarnes stasjon) er en jernbanestation, der ligger i byområdet Skarnes i Sør-Odal kommune på Kongsvingerbanen i Norge. Stationen består af tre spor med to perroner og en stationsbygning med ventesal. Den betjenes af lokaltog mellem Asker og Kongsvinger.
Stationen åbnede sammen med banen 3. oktober 1862 under navnet Skarnæs, men den skiftede navn til Skarnes i april 1894. Den blev fjernstyret 21. maj 1966 og gjort ubemandet 17. marts 1969.
Stationsbygningen blev opført til åbningen i 1862 efter tegninger af Heinrich Ernst Schirmer og Wilhelm von Hanno.